# The Mechanix
Pour les articles homonymes, voir Mechanix.
The Mechanix (ou Mechanix) est une chanson de Megadeth écrite et composée par Dave Mustaine. Mustaine a initialement écrit le morceau pour Metallica et l'a repris plus tard pour le premier album studio du groupe qu'il a formé avec David Ellefson, Megadeth. Mustaine fut renvoyé de Metallica juste avant l'enregistrement de leur premier album Kill 'Em All.
Le guitariste du groupe Exodus Kirk Hammett remplaça Dave Mustaine; James Hetfield modifia les paroles de The Mechanix peu de temps après l'éviction de Mustaine, une structure a aussi été rajoutée et le titre de la chanson changea pour The Four Horsemen. Mustaine est toujours crédité sur la version de Metallica mais il affirma qu'il avait demandé à Metallica de ne pas utiliser son matériel. Les nouvelles paroles se réfèrent aux quatre Cavaliers de l'Apocalypse.
Dave Mustaine enregistra sa propre version de The Mechanix et le titre parut sur le premier album de Megadeth Killing Is My Business... and Business Is Good!, publié en 1985 sous Combat Records. La version de Megadeth possède un tempo beaucoup plus rapide, d'environ 287 battements par minute, c'est-à-dire 87 bpm de plus que la version originale, qui possédait un tempo d'environ 200. La version originale de The Mechanix par Metallica et chantée par James Hetfield peut être entendue sur leur première démo No Life 'Til Leather.
Dans la version originale, Mustaine crie « Fuck Yeah! » à 3 minutes 07 secondes, mais cette partie a été coupée sur la compilation Greatest Hits: Back to the Start.

## Différentes versions
- 1982 - No Life 'Til Leather : The Mechanix (démo)
- 1983 - Kill 'Em All : The Four Horsemen
- 1985 - Killing Is My Business... and Business Is Good! : Mechanix
- 2002 - Killing Is My Business... and Business Is Good! : Mechanix (Version 2002)

## Composition du groupe
Megadeth
- Dave Mustaine — chants, guitare rythmique & solo
- David Ellefson — basse
- Chris Poland — guitare rythmique & solo
- Gar Samuelson — batterie

Metallica
- James Hetfield — chants, guitare rythmique
- Dave Mustaine — guitare solo
- Ron McGovney — basse (non crédité) [3],[4]
- Lars Ulrich — batterie